# 托雷翁 (市镇)

托雷翁市镇在科阿韦拉州的位置

托雷翁市镇（西班牙語：Municipio de Torreón）是墨西哥科阿韦拉州的一个市镇，包含托雷翁市及周边地区。总面积1947.7 km²，总人口577,477(2005年)。行政中心位于托雷翁市。